# LM Star Autoworld
LM Star Autoworld Sdn Bhd ist ein malaysischer Hersteller von Automobilen.

## Unternehmensgeschichte
Datuk Abdullah Shikh Mohamed gründete am 27. August 2004 das Unternehmen in Johor Bahru. Er begann 2006 mit der Produktion von Automobilen. Der Markenname lautet LMG.
Die Fahrzeuge werden auch nach Indonesien exportiert.

## Fahrzeuge
Die Fahrzeuge entsprechen den Modellen der chinesischen Dadi Automobile Group. Ein Modell ist der Trekker. Dies ist ein Pick-up. Der Motor stammt von Toyota.
Eine Quelle nennt vier verschiedene Modelle.